# Dale (Oklahoma)
Dale – jednostka osadnicza w Stanach Zjednoczonych, w stanie Oklahoma, w hrabstwie Pottawatomie.